# Бордж-ель-Хадра
Бордж-ель-Хадра (араб. برج الخضراء) — село на крайньому півдні Тунісу. Входить до складу вілаєту Татауїн. Розташоване за 396 км на південь від міста Татауїн та за 927 км від столиці країни. Поблизу села знаходиться потрійний стик Алжиру, Лівії та Тунісу, проте відсутня можливість для легального перетину кордону.